# خداناباوری در آلمان

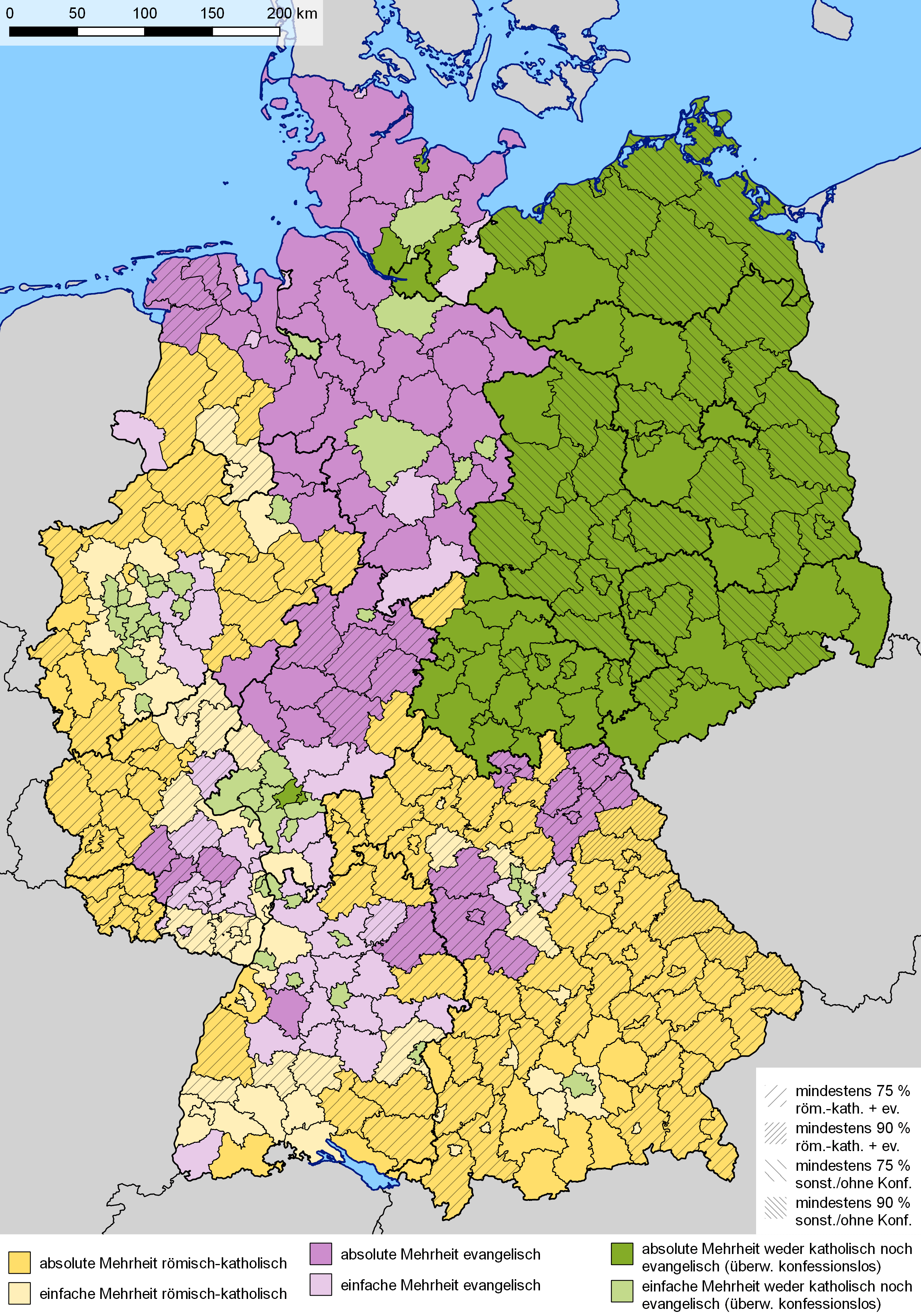
بزرگ‌ترین دیدگاه جهان با توجه به سرشماری سال 2011 تاری: اکثریت مطلق (> ۵۰٪) نور: اکثریت نسبی (۳۳٫۳–۵۰٪)

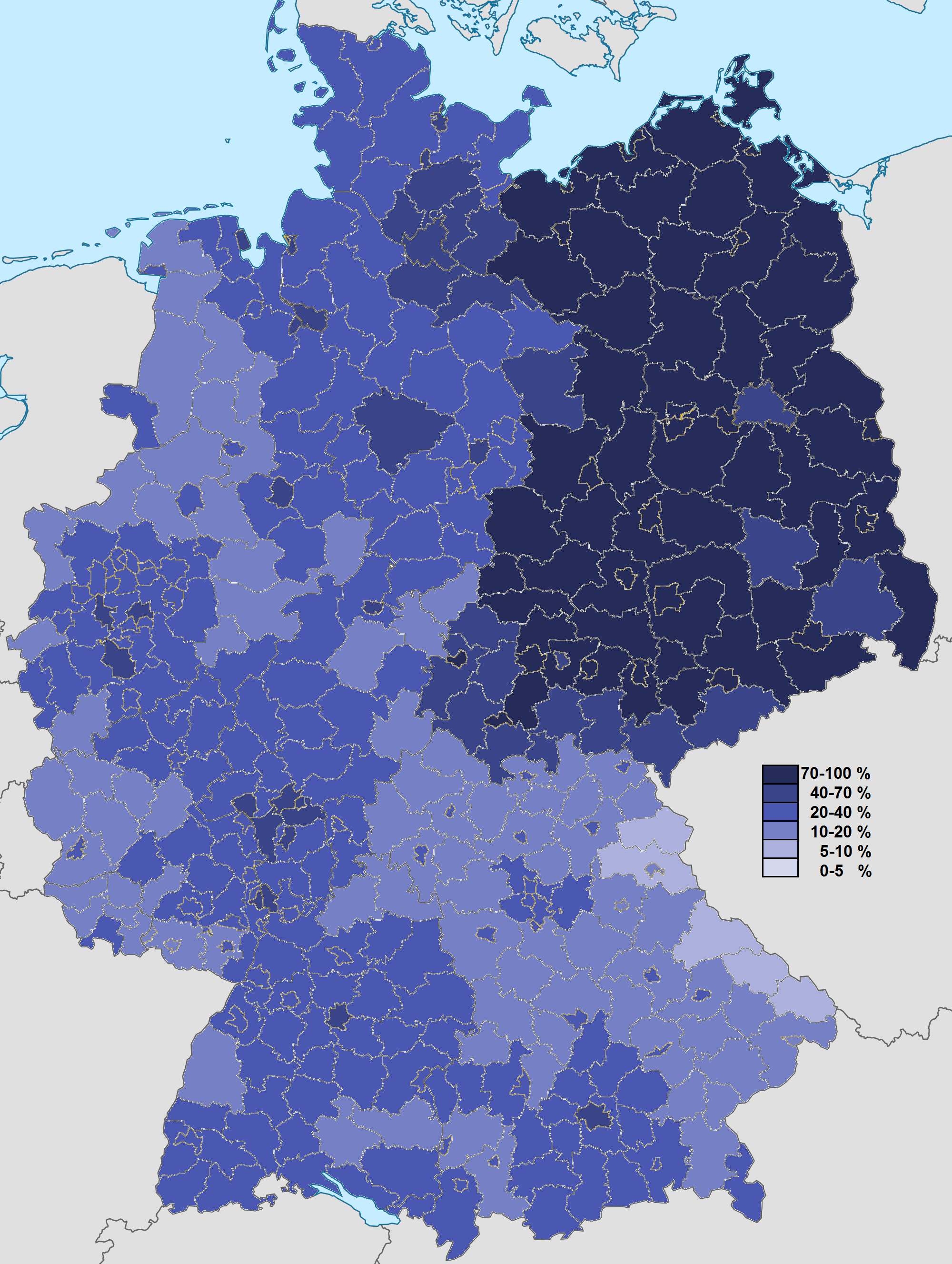
جمعیت غیر مذهبی طبق سرشماری سال ۲۰۱۱ (از جمله ادیان دیگر و مشخص نیست)

"بی دینی" در آلمان شایع است. بر اساس نظر سنجی ۲۰۰۹، بیشتر آلمانی‌های غیر مذهبی در آلمان شرقی زندگی می‌کنند. به‌طور کلی، آلمان به‌طور قابل توجهی سکولار است.
آلمان شرقی شاید بی‌دین‌ترین منطقه در تمام جهان است. اگرچه آتئیسم توسط قشر جوان و سالخوردهٔ آلمان مورد استقبال است، اما بیشتر توسط آلمانی‌های جوان مورد پذیرش قرار گرفته‌است. یک مطالعه در سپتامبر ۲۰۱۲ نشان داد که پیدا کردن یک فرد زیر ۲۸ سال که به خدا اعتقاد دارد بسیار مشکل است. دلیل گستردگی بی‌دینی در این منطقه می‌تواند، سیاست تهاجمی آلمان شرقی باشد. با این حال، اعمال بیخدایی تنها برای چند سال اول شکل‌گیری آلمان شرقی وجود داشت. پس از آن، دولت به کلیساها اجازه داد تا به میزان نسبتاً بالایی از خودمختاری بهره‌مند باشند. اما افرادی که بعد از اتحاد آلمان شرقی و غربی متولد شدند و هرگز تجربهٔ زندگی در آلمان شرقی را نداشتند (۲۸ سال سن) نمی‌پذیرند که سیاست بی خدایی دولت گذشته نقشی در عقاید آنها داشته‌است.
همچنین تعداد خدا ناباوران در دیگر کشورهای اروپایی که تجربهٔ کمونیسم دولتی را دارند به این اندازه بالا نیست.
دلیل دیگر برای چنین استقبالی از "بی خدایی" می‌تواند روند سکولارسازی (" Kulturkampf ") که در نیمه دوم قرن نوزدهم در پروس و از طریق جمهوری ویمار رخ داد باشد.
مسیحیت همچنان در سایر نقاط آلمان حضور قابل توجهی دارد، گرچه اکثریت جمعیت قسمت‌های شمالی نظیرهامبورگ و برمن عضو کلیساهای کاتولیک یا پروتستان نیستند.
برآوردی در سال ۲۰۱۷ نشان می‌دهد که ۳۷٫۰٪ از جمعیت آلمان غیرمذهبی هستند و عضو گروه مذهبی نیستند.
| دولت                            | مذهبی نیست (۲۰۱۱) | درصد جمعیت |
| ------------------------------- | ----------------- | ---------- |
| پیوند=\|حاشیه زاکسن-آنهالت      | ۱٬۸۰۵٬۹۶۰         | ۷۹٫۶٪      |
| پیوند=\|حاشیه مکلنبورگ-فورپومرن | ۱٬۲۲۹٬۳۵۰         | ۷۷٫۵٪      |
| پیوند=\|حاشیه براندنبورگ        | ۱٬۸۵۸٬۳۷۰         | ۷۶٫۲٪      |
| پیوند=\|حاشیه زاکسن             | ۲٬۹۰۸٬۴۲۰         | ۷۲٫۶٪      |
| پیوند=\|حاشیه تورینگن           | ۱٬۴۳۳٬۶۹۰         | ۶۶٫۰٪      |
| پیوند=\|حاشیه برلین             | ۲٬۰۴۵٬۳۴۰         | ۶۲٫۶٪      |
| پیوند=\|حاشیه هامبورگ           | ۸۲۷٬۱۸۰           | ۴۸٫۹٪      |
| پیوند=\|حاشیه برمن (ایالت)      | ۲۵۱٬۷۷۰           | ۳۸٫۹٪      |
| پیوند=\|حاشیه شلسویگ-هولشتاین   | ۹۵۵٬۱۹۰           | ۳۴٫۳٪      |
| آلمان                           | ۲۶٬۲۶۵٬۸۸۰        | ۳۳٫۰٪      |
| پیوند=\|حاشیه هسن               | ۱٬۶۱۰٬۰۹۰         | ۲۷٫۱٪      |
| پیوند=\|حاشیه نیدرزاکسن         | ۱٬۹۹۲٬۶۷۰         | ۲۵٫۸٪      |
| پیوند=\|حاشیه نوردراین-وستفالن  | ۳٬۹۳۰٬۲۷۰         | ۲۲٫۵٪      |
| پیوند=\|حاشیه بادن-وورتمبرگ     | ۲٬۲۴۸٬۶۰۰         | ۲۱٫۶٪      |
| پیوند=\|حاشیه بایرن             | ۲٬۳۱۷٬۸۶۰         | ۱۸٫۸٪      |
| پیوند=\|حاشیه راینلاند فالتس    | ۷۲۰٬۰۰۰           | ۱۸٫۱٪      |
| پیوند=\|حاشیه زارلاند           | ۱۳۱٬۱۲۰           | ۱۳٫۲٪      |